# Iwonicz Zdrój
Iwonicz Zdrój is een stad in het Poolse woiwodschap Subkarpaten, gelegen in de powiat Krośnieński. De oppervlakte bedraagt 5,82 km², het inwonertal 1963 (2005).

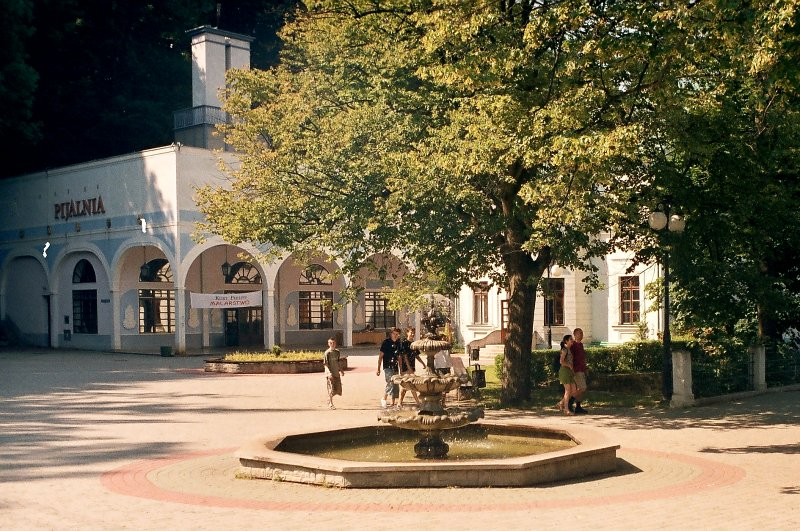
Centrum